# Croix-Moligneaux

Croix-Moligneaux este o comună în departamentul Somme, Franța. În 1 ianuarie 2022 avea o populație de 270 de locuitori.